# Garrard County
Garrard County är ett administrativt område i delstaten Kentucky, USA. År 2010 hade countyt 16 912 invånare. Den administrativa huvudorten (county seat) är Lancaster. Countyt har fått sitt namn efter James Garrard som var guvernör i delstaten 1796-1804.

## Geografi
Enligt United States Census Bureau så har countyt en total area på 606 km². 599 km² av den arean är land och 7 km² är vatten. 

### Angränsande countyn
- Jessamine County - nord
- Madison County - nordost
- Rockcastle County - sydost
- Lincoln County - sydväst
- Boyle County - väst
- Mercer County - nordväst